# Asiophrida
Asiophrida là một chi bọ cánh cứng trong họ Chrysomelidae.
Chi này được Medvedev miêu tả khoa học năm 2000.

## Các loài
Các loài trong chi này gồm:
- Asiophrida flavicollis Medvedev, 2000
- Asiophrida hirsuta (Stebbing, 1914)
- Asiophrida luzonica Medvedev, 2000
- Asiophrida marmorea (Wiedemann, 1819)
- Asiophrida oblongoguttata (Chapuis, 1875)
- Asiophrida philippinensis (Chen, 1934)